# 100 mm M1944
Il 100 mm cannone campale M1944 (BS-3) (in russo: 100-мм полевая пушка образца 1944 г. (БС-3)) era un cannone campale ed anticarro sovietico, sviluppato alla fine della seconda guerra mondiale.

## Storia

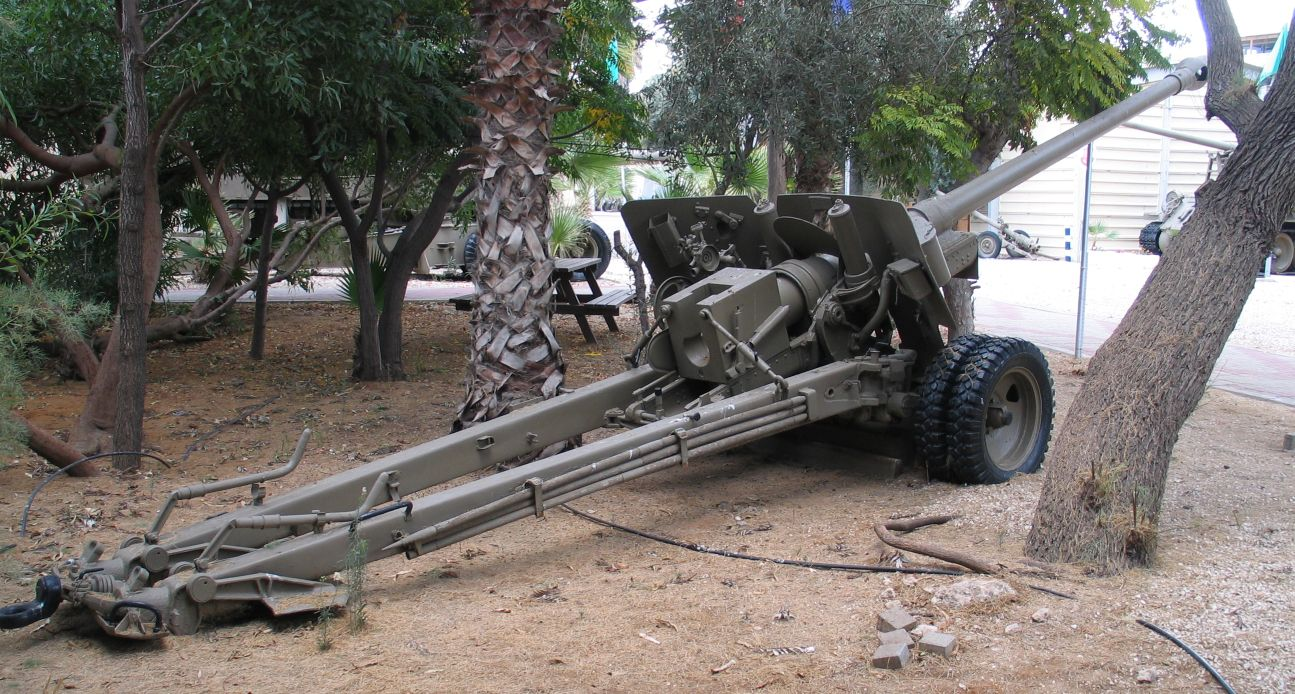
Un BS-3 esposto nel museo Batei HaOsef, in Israele.

Il BS-3 fu sviluppato dall'OKB di V.G. Grabin a partire dal cannone navale B-34. L'arma venne assegnata alle brigate di artiglieria leggera delle armate corazzate, che schieravano 48 ZiS-3 e 20 BS-3. Alcuni cannoni furono assegnati anche all'artiglieria di corpo d'armata.
Questa potente arma fu impiegata con successo contro i carri armati pesanti coevi, come i Tiger I, i Panzer V Panther e Tiger II. Fu anche usato come cannone campale: anche se era meno potente del 122 mm M1931/37 (A-19) e sparava un proietto più leggero, rispetto a questo era più mobile ed aveva una maggiore cadenza di tiro.
Il cannone rimase in servizio come cannone controcarro nell'Armata rossa fino agli anni cinquanta, venendo poi rimpiazzato dal 100 mm T-12 e dall'85 mm D-48. Passati in riserva, sono stati impiegati ruoli statici di seconda linea: gli ultimi 12 BS-3, in carico alla 18ª Divisione mitragliatrici-artiglieria nelle isole Kurili, sono ancora in servizio in funzione anti-sbarco ed anti-nave. Il cannone fu venduto a molti paesi dell'orbita sovietica ed in alcuni di essi è ancora in servizio. Il traino veniva effettuato con i trattori d'artiglieria AT-P e MT-LB.